# Tupoljev Tu-141
Tupoljev Tu-141 Striž (rusko Стриж, 'hudournik') je sovjetsko izvidniško brezpilotno letalo, ki so ga razvili v sedemdesetih letih 20. stoletja. Prvotno je bilo uporabljano med letoma 1979 in 1989 pri Sovjetskem vojnem letalstvu. Leta 2014 je bilo vrnjeno v uporabo v Ukrajini.

## Razvoj
Tu-141 je bil naslednik letala Tu-123. Je razmeroma veliko izvidniško brezpilotno letalo srednjega dosega. Zasnovan je za izvajanje izvidniških misij več kilometrov za prvimi bojnimi vrstami s transzvočno hitrostjo. Lahko nosi vrsto tovorov, vključno s filmskimi kamerami, infrardečimi in elektrooptičnimi slikovnimi napravami ter slikovnim radarjem.
Je oblikovan podobno kot prejšnja brezpilotna letala znamke Tupoljev. Zadaj ima krilo v obliki črke delta, naprej pa kanarde. Poganja ga turboreaktivni motor KR-17A, nameščen nad repom. Izstreli se s platforme na prikolici s pomočjo spodbujevalca na trda goriva, pristane pa s pomočjo padala na repu.

## Uporaba
Sovjetsko vojno letalstvo je brezpilotna letala Tu-141 uporabljalo med letoma 1979 in 1989, zlasti za nadziranje zahodne meje Sovjetske zveze. Preostali od 142 izdelanih primerkov so bili po razpadu Sovjetske zveze upokojeni. Glede na geografsko območje prvotne uporabe in proizvodnjo v tovarni v okolici Harkova naj bi v veliki večini postali last Ukrajine.
Ukrajina naj bi brezpilotna letala Tu-141 v uporabo vrnila med vojno v Donbasu leta 2014, ko je bilo tudi poročanj o uporabi njegove manjše izpeljanke Tu-143. Rusko vojno letalstvo naj bi po razpadu Sovjetske zveze dokončno prenehalo uporabljati brezpilotna letala Tu-141.
Poročanj o ukrajinski uporabi brezpilotnih letal Tu-141 in Tu-143 je bilo tudi med rusko invazijo na Ukrajino leta 2022, ko naj bi bila izvidniška oprema odstranjena in nadomeščena z več deset kilogrami eksploziva, kar bi pomenilo spreminjanje v vodene izstrelke. Manj kot dva tedna po začetku oboroženih spopadov, 8. marca 2022, je bilo sestreljeno brezpilotno letalo, katerega razbitine so strmoglavile v bližini Vinice, pri čemer naj bi šlo za Tu-141 v lasti Ukrajinskega vojnega letalstva.
10. marca 2022 je kratko po 23. uri pri parkirišču v bližini študentskega doma Stjepan Radić v Zagrebu strmoglavilo brezpilotno letalo Tu-141, ki je ob trku v tla eksplodiralo, pri čemer je bilo poškodovanih 96 avtomobilov. Letelo je nad Romunijo, Madžarsko in nazadnje Hrvaško, ki so vse tri članice zveze NATO. Po romunskih navedbah je v romunski zračni prostor priletelo iz smeri Ukrajine in po približno treh minutah prestopilo v madžarski zračni prostor. Po madžarskih navedbah je bilo odkrito že v ukrajinskem zračnem prostoru. Skozi madžarski zračni prostor naj bi letelo približno 40 minut in prestopilo v hrvaški zračni prostor približno sedem minut pred strmoglavljenjem. Eksplozija ob trku v tla je bila dovolj močna, da je povzročila nastanek kraterja in takoj sprožila domnevanja o letalski bombi, nameščeni na strmoglavljeni Tu-141, ki je tudi po navedbah hrvaškega predsednika Zorana Milanovića in premierja Andreja Plenkovića priletel iz Ukrajine, vendar pa ni bilo znano, ali je pripadal Ukrajini ali Rusiji. Ukrajinski in ruski uradniki so trdili, da ni bil v ukrajinski oziroma ruski lasti. Od najbližjega ukrajinskega ozemlja do Zagreba je dobrih 550 kilometrov razdalje, kar je približno polovica največjega dosega brezpilotnega letala Tu-141. Ugotovitve iz dokončane preiskave strmoglavljenja brezpilotnega letala Tu-141 v Zagrebu so bile objavljene 13. aprila 2022, ko je bilo sporočeno, da je bila nanj nameščena manjša letalska bomba, vendar pa ni bilo najdenih sledi trinitrotoluena (TNT) ali podobnih brizantnih eksplozivov. Preiskovalci so povedali, da je Tu-141 strmoglavil zaradi okvare na padalu za pristanek, vendar pa niso hoteli odgovoriti na vprašanja o lastniku, mestu izstrelitve in tarči brezpilotnega letala. Gmotna škoda na 96 poškodovanih avtomobilih je bila ocenjena na 600.000 kun oziroma okrog 79.000 evrov.
5. decembra 2022 je prišlo do eksplozij na dveh vojaških letališčih v Rusiji, Djagilovo pri Rjazanu in Engels pri Saratovu, ki ležita več sto kilometrov od mednarodno priznane rusko-ukrajinske meje in ozemlja, ki je dejansko pod ukrajinsko oblastjo. Po ruskih navedbah je šlo za zračna napada, ki ju je Ukrajina izvedla s spremenjenimi brezpilotnimi letali Tu-141 ali Tu-143, na katerih je bila izvidniška oprema nadomeščena z eksplozivom, pri čemer sta bili poškodovani dve letali, trije ljudje so umrli, štirje pa so bili ranjeni. Ukrajinske oblasti so izrazile navdušenje nad zračnima napadoma, vendar pa niso prevzele odgovornosti za njiju.

## Značilnosti
Podatki iz Unmanned Aerial Vehicles Directory: Part 2
Splošne značilnosti
- Posadka: 0
- Dolžina: 14,33 m (47 ft 0 in)
- Razpon kril: 3,88 m (12 ft 9 in)
- Višina: 2,44 m (8 ft 0 in)
- Površina kril: 10,0 m2 (108 sq ft) [16]
- Bruto teža: 6.215 kg (13.702 lb)
- Pogon letala: 1 × Tumanski KR-17A , 19,6 kN (4.400 lbf) potisk motorjev

Zmogljivost
- Maks. hitrost: 1.100 km/h (684 mph; 594 kn)
- Potovalna hitrost: 1.000 km/h (621 mph; 540 kn)
- Doseg: 1.000 km (621 mi; 540 nmi)
- Višina leta: 6.000 m (19.685 ft)